# イソインドール
イソインドール（Isoindole）は、ベンゼン環とピロール環が一辺を共有して結合した複素環式化合物である。この化合物はインドールの異性体で、その還元型はイソインドリン（Isoindoline）である。溶液中では非芳香族性型との互変異性が起こる。
したがって、この化合物は単純なイミンよりピロールに類似している。イソインドールは顔料として使われるフタロシアニンのビルディングブロックを形成する。

## フタルイミド
商業的に重要であるフタルイミド（イソインドール-1,3-ジオン）は複素環にカルボニル基が2つ結合した化合物である。サリドマイドはフタルイミドの骨格を持つ。